# Aethina tumida
Petit coléoptère des ruches
Espèce
Le petit coléoptère des ruches (Aethina tumida) est une espèce d'insectes coléoptères, parasite des colonies d'abeilles. Il est d'origine sud-africaine et appartient à la famille des Nitidulidae, du groupe des Méligèthes. 
L'abeille africaine présente des comportements de défense contre ce prédateur (elles les tuent en les couvrant de propolis et collectent et évacuent minutieusement les œufs et les larves de la ruche). L'abeille européenne ne montre, elle, aucune réaction de défense contre ce prédateur. Aethina tumida est considéré comme une nouvelle menace pour les ruches et l’apiculture à l'échelle mondiale. Son cycle biologique exigeant limite néanmoins naturellement sa propagation. Il est plus fragile et cause moins de dégâts que la fausse teigne qui, comme Aethina tumida, ne fait que profiter d'une manière opportuniste d'une ressource disponible.
Craignant la sécheresse, l’une des phases critiques de son cycle est quand la larve doit sortir de la ruche et s'enfoncer dans un sol meuble, chaud et humide pour se reproduire. Hors des zones équatoriales, sa pérennité est naturellement précaire.
Après avoir colonisé l’Afrique du Nord, l’Amérique du Nord et l’Australie, il a été détecté en Europe en 2014.
Le 5 juillet 2022, les services de l’État avaient été informés d’une suspicion de présence d’un ravageur des colonies d’abeilles dans un rucher du sud de l'île de La Réunion. À la suite des prélèvements réalisés, la présence du petit coléoptère est confirmée. Depuis, d'autres analyses sont venues confirmer sa présence dans d'autres ruchers, tous situés dans le sud de l’île pour le moment.
Les importations de ruches à partir de zones infestées, mais aussi de cire ou de matériel d'apiculture "contaminé" sont une source de risque de dispersion puis d'invasion biologique.

## Description

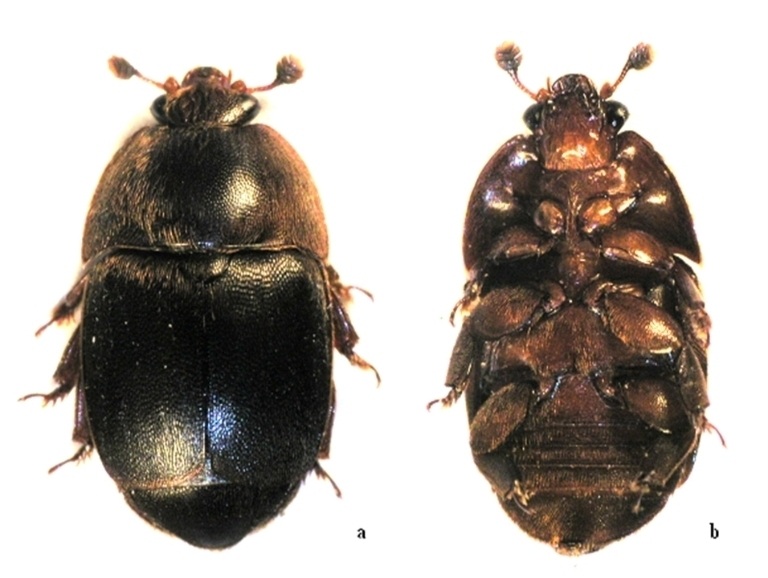
Aethina tumida : face dorsale et face ventrale.

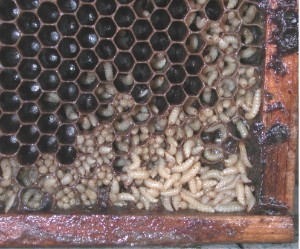
Infestation d'une ruche par les larves d' Aethina tumida

L'adulte est brun foncé à noir, mesure environ 5,7 mm de long sur 3,2 mm de large. Il peut vivre jusqu'à six mois.

## Comportement
L'adulte se déplace rapidement et peut voler jusqu'à 5 km. L'adulte apprécie l'obscurité, la chaleur, l'humidité et ne craint pas les milieux confinés ; il est adapté aux ruches.
Il est possible qu'il suive les essaims d'abeilles. Ce coléoptère peut vivre, le cas échéant en se nourrissant de fruit, lorsqu' aucune ruche n'est présente.
Il est expérimentalement démontré qu'il peut aussi infester des colonies de bourdons.

### Cycle de reproduction
Aethina tumida pond ses œufs en été dans les fissures d'une ruche ou sur des cadres de pollen ou sur des détritus de fond de ruche.
Les larves se nourrissent de pollen, de larves et d’œufs d’abeilles ainsi que de miel, durant 10 à 16 jours : ce faisant elles percent les cellules  de couvain et/ou de miel et laissent le miel s'écouler au fond de la ruche où il fermente. Les larves migrent ensuite à l'extérieur de la ruche pour s'enfoncer dans le sol à environ 5 cm et y effectuer leur nymphose (qui s'effectue en 21 à 28 jours). Ceci de préférence de nuit dans un sol meuble, très humide, à une température supérieure à 25 °C.
L'apparition de l'adulte intervient 2 à 3 semaines plus tard. On peut compter jusqu'à 5 cycles annuels et l'hivernation peut aussi se faire directement dans la ruche, mais la nymphose s'effectue toujours à l'extérieur.

## Les moyens de lutte
On peut le piéger et l'exposer à un insecticide, on peut aussi prévoir des pièges physiques, bac d'huile, etc. L'insecticide présente comme inconvénient que le bourdon pourrait y résister avec le temps, et que des résidus peuvent se retrouver dans le miel.
Une veille s'est mise en place dont en France, intégrée dans la thématique 'Abeilles' de la Plateforme ESA.
À la suite des infestations observées dans le sud de l’Italie, des formations sont organisées en 2016 par le Laboratoire National de Référence sur les Maladies des Abeilles (Anses) basé à Sophia Antipolis en lien avec la DGAl, en France.

## Origines et aire de répartition
Aethina tumida est originaire du sud de l'Afrique.
Il a pénétré le territoire américain en 1996 par le port de Charleston en Caroline du Sud, transporté par un cargo chargé de fruits infestés.
Sa présence est avérée en Australie et au Canada depuis 2002,. Il est aussi présent en Afrique du Nord. Au Portugal, à Evora, deux larves immatures ont été retrouvées dans un lot de reines importées du Texas. Les ruches ayant reçu ces reines ont été brûlées sur place.
En Europe : Il a été détecté le 5 septembre 2014 (61 foyers avaient été identifiés et détruits) dans le sud de l'Italie, en Sicile et en Calabre en septembre 2015. Toutefois, de nouveaux foyers d'infestation ont été signalés nécessitant la prorogation des mesures de protection relatives à la présence d’Aethina tumida en Italie. D'autres sources fiables telles que la revue du cari indiquent que sur un territoire d’au moins 100 000 hectares très peuplé en ruches, les nombreuses inspections des ruchers menées par les vétérinaires et les apiculteurs ont seulement trouvé soixante cas d’insectes et seulement trois ou quatre cas de larves sur ce grand territoire.
En France : il a été détecté en juillet 2022 sur l'ile de la réunion. Le premier foyer avait été détecté le 5 juillet 2022 dans un rucher sur la commune de Saint-Pierre. Il s’agissait de la première détection de ce ravageur sur le territoire national jusque-là indemne. Au total douze foyers d’Aethina tumida ont été détectés dans le sud de l’île de la Réunion. Le 3 février 2023 un nouveau foyer a été découvert sur la commune de Saint-Pierre. L’Anses et les GDS estiment que l’objectif d’éradication d’Aethina tumida reste pertinent, car la propagation du petit coléoptère des ruches est susceptible de constituer un grave danger pour les abeilles mellifères et les bourdons.